# Eremulus adami
Eremulus adami är en kvalsterart som beskrevs av Balogh och Sandór Mahunka 1966. Eremulus adami ingår i släktet Eremulus och familjen Eremulidae. Inga underarter finns listade i Catalogue of Life.